# Apostolisches Vikariat Iquitos
Das Apostolische Vikariat Iquitos (lat.: Apostolicus Vicariatus Iquitosensis) ist ein in Peru gelegenes römisch-katholisches Apostolisches Vikariat mit Sitz in Iquitos. 

## Geschichte
Das Apostolische Vikariat Iquitos wurde am 5. Februar 1900 aus Gebietsabtretungen des Bistums Chachapoyas als Apostolische Präfektur San León del Amazonas errichtet. Am 22. Februar 1921 wurde die Apostolische Präfektur San León del Amazonas zum Apostolischen Vikariat erhoben.  
Am 1. August 1945 wurde der Name des Apostolischen Vikariats San León del Amazonas in Apostolisches Vikariat Iquitos geändert. 
Das Apostolische Vikariat gab in seiner Geschichte mehrmals Teile seines Territoriums zur Gründung neuer Apostolischer Präfekturen ab.

## Ordinarien von Iquitos

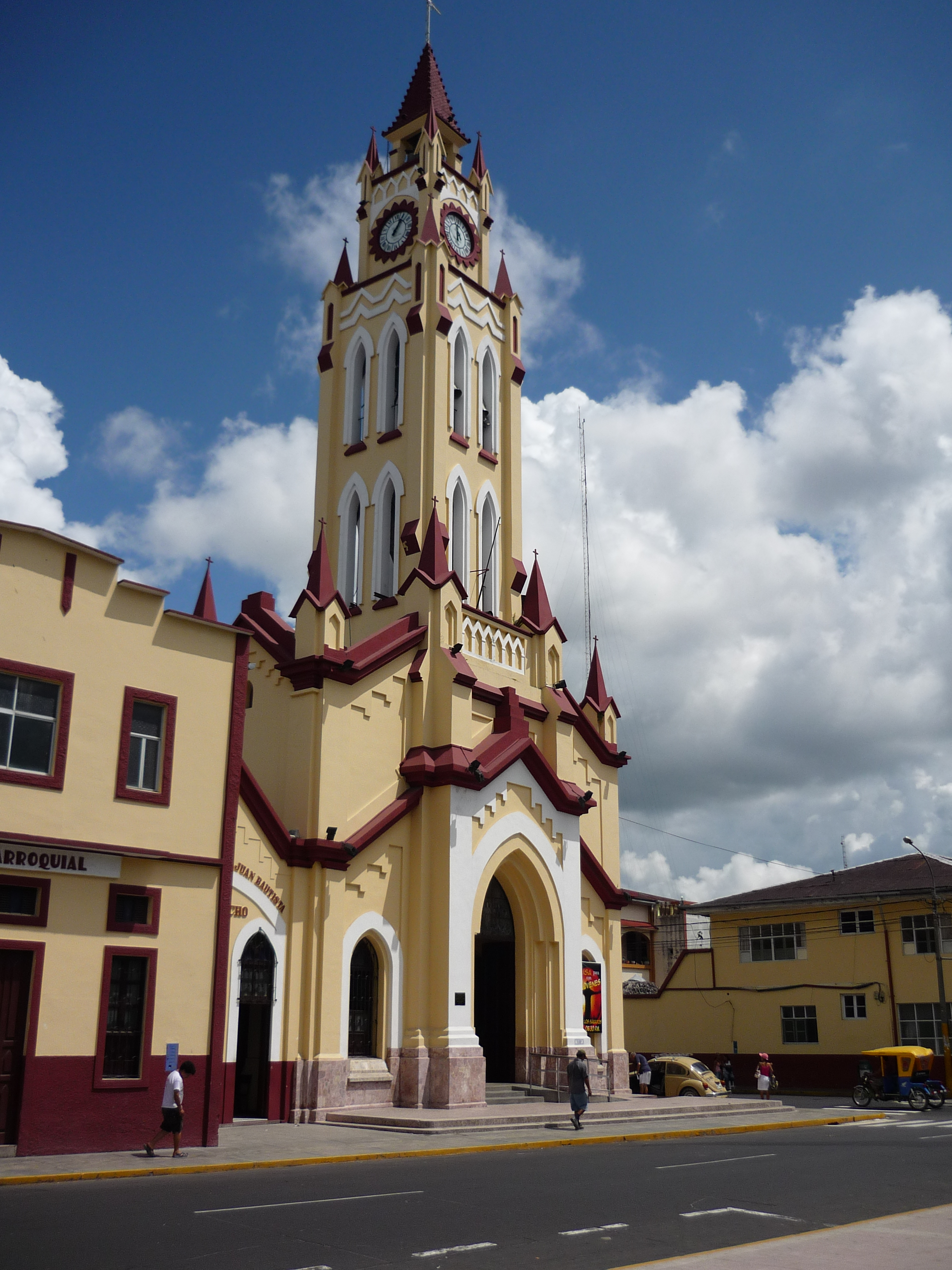
San Juan Bautista

### Apostolische Präfekten
- Paulino Díaz, 1902–1911
- Pedro Prat OSA, 1911–1913
- Rufino Santos, 1914–1916

### Apostolische Vikare
- Sotero Redondo Herrero OSA, 16. Juni 1921–24. Februar 1935
- José García Pulgar OSA, 21. August 1941–31. Januar 1954
- Ángel Rodríguez Gamoneda OSA, 8. Mai 1955–12. Juni 1967
- Gabino Peral de la Torre OSA, 12. Juni 1967–5. Januar 1991
- Julián García Centeno OSA, 5. Januar 1991–2. Februar 2011
- Miguel Olaortúa Laspra OSA, 2. Februar 2011–1. November 2019
- Miguel Ángel Cadenas Cardo, seit 15. Mai 2021